# Szokmetamorfizm
Metamorfizm impaktowy (zderzeniowy, uderzeniowy, szokowy) – jest rodzajem metamorfizmu zachodzący na powierzchni Ziemi wskutek uderzenia dużego ciała kosmicznego (zazwyczaj meteorytu). Polega on na przeobrażeniu wskutek fali uderzeniowej działającej w bardzo krótkim czasie (od milionowej części sekundy do ok. 1 minuty), przy wytworzonym bardzo dużym ciśnieniu i bardzo wysokiej temperaturze (do 100 GPa i 5000oC). Jest rodzajem metamorfizmu lokalnego, a jego produkty nazywa się impaktytami lub suevitami.
(zob. → tektyty)